# Laukesa I
Laukesa I este o arie protejată (sit de importanță comunitară — SCI) din Lituania întinsă pe o suprafață de 1.187 ha, integral pe uscat.

## Localizare
Centrul sitului Laukesa I este situat la coordonatele 55°11′27″N 22°34′18″E / 55.1908°N 22.5717°E.

## Înființare
Situl Laukesa I a fost declarat sit de importanță comunitară în mai 2005 pentru a proteja 1 specie de animale.

## Biodiversitate
Situată în ecoregiunea boreală, aria protejată conține 7 habitate naturale: Formațiuni ierboase bogate în specii de Nardus, dezvoltate pe substraturi silicioase în zone montane (și în zone submontane, în Europa continentală), Fânețe de joasă altitudine (Alopecurus pratensis, Sanguisorba officinalis), Turbării active, Mlaștini oligotrofe degradate, capabile încă de regenerare naturală, Taiga vestică, Păduri caducifoliate de mlaștină fino-scandinave, Mlaștini împădurite.
La baza desemnării sitului se află o specie protejată de  nevertebrate: Boros schneideri.